# ユニット (酵素活性)
ユニット (unit) とは、医薬・臨床化学分野で用いられる酵素活性（触媒活性）の単位である。英語では enzyme unit、ドイツ語では Enzymeinheit で、そのまま訳せば「酵素単位」であるが、日本語では「ユニット」という単位名称で呼ばれる。
1ユニットは、至適条件下（温度30℃で、最も化学反応が進む酸性度）で毎分1マイクロモル (µmol) の基質を変化されることができる酵素量（1マイクロモル毎分）と定義されている。この単位は、1964年に国際生化学連合（現 国際生化学・分子生物学連合）が採択したものである。なお、この際の定義文中では「国際単位」(international unit) という名称が用いられているが、ビタミンなどの生物学的効果を示す国際単位 (IU) や、国際単位系 (SI) とは無関係である。
時間の単位「分」が国際単位系 (SI) においてはSI併用単位にすぎないことから、1999年に一貫性のある1モル毎秒に相当するカタール（記号:kat）がSIに導入され、ユニットはカタールに置き換えることが推奨されている。ユニットとカタールの換算は以下のようになる。
1 U = (1/60) µkat（マイクロカタール） = 約 16.667 nkat（ナノカタール）
1 kat = 60×106 U